# Wintermans
De familie Wintermans waren sigarenfabrikanten die van 1904 tot 2020 actief waren in Duizel en omgeving.

## Geschiedenis
In 1904 leende de grondlegger van de sigarenfabricage in de familie, Jacques Wintermans, 200 gulden van zijn vader en begon hij in Duizel een sigarenfabriekje onder de firma A. Wintermans & Zn.. In 1908 kwam Jacques' acht jaar jongere broer Harrie als compagnon in het bedrijf te werken. In 1925 kwam Jacques' zoon Adriaan het bedrijf versterken en in 1926 volgde zijn broer Marcel.
In 1934 begon Harrie voor zichzelf in de Eerselse vestiging van A. Wintermans & Zn.. Harrie veranderde zijn naam in het chiquere 'Henri' en richtte Henri Wintermans op. Om naamsverwarring te voorkomen met het bedrijf van zijn broer, voerde het Duizelse bedrijf het handelsmerk Agio in. In 1960 werd A. Wintermans & Zonen omgedoopt tot Agio-Sigarenfabrieken NV. Agio is afgeleid van de boekhoudkundige term Agio die meerwaarde betekent.

## Agio

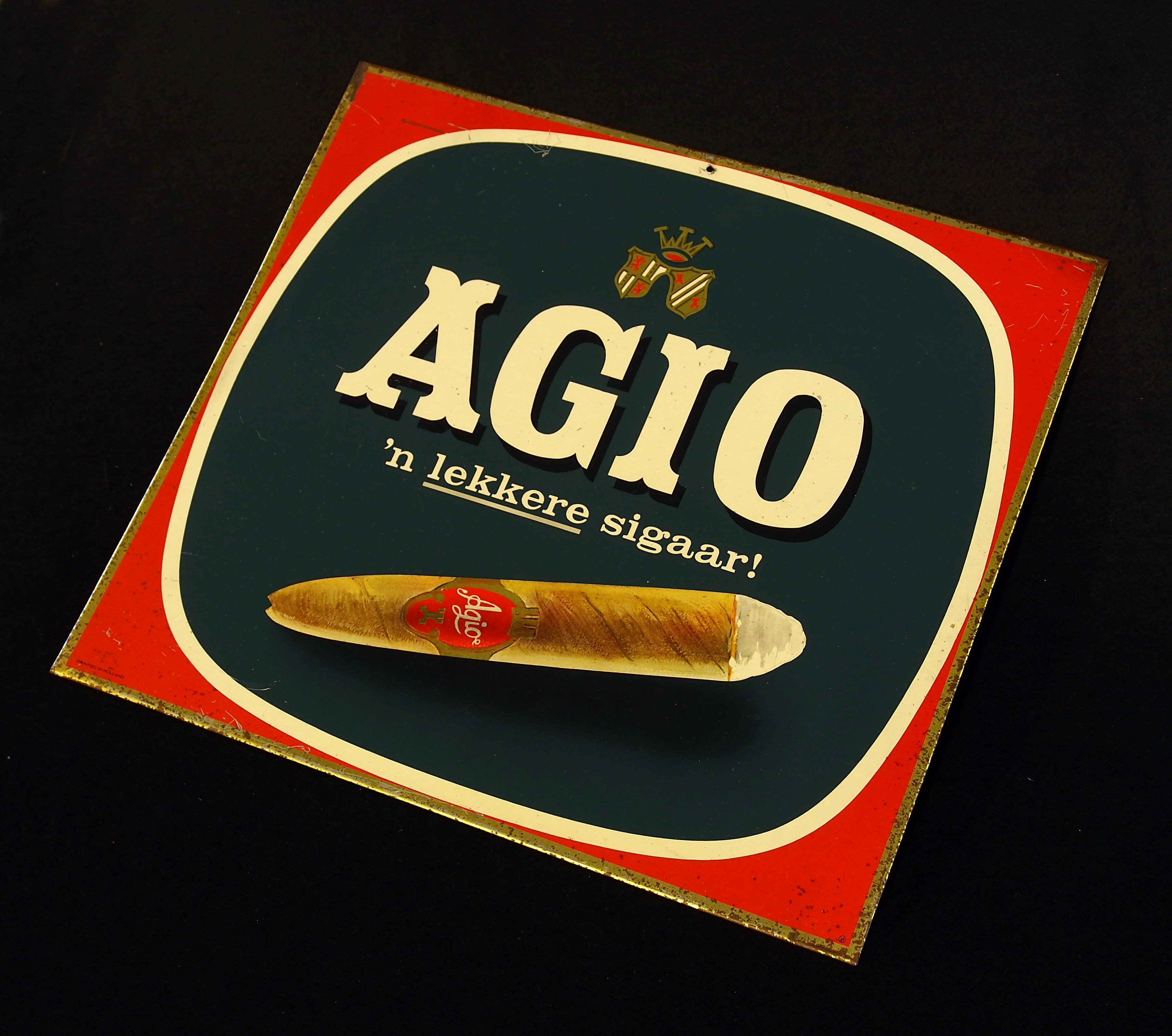
Agio

Agio had tot de Tweede Wereldoorlog naast de vestiging in Duizel ook productiebedrijven in Eersel, Bladel, Reusel (1928) en Oirschot. Na 1945 behield men een vestiging in Reusel, in 1950 kwam er een filiaal in Meerveldhoven en vervolgens een aantal vestigingen in de Belgische Kempen: Arendonk (1957–58) en Mol (1958–1961). In 1961 opende Agio een nieuwe productiefaciliteit in het Belgische Geel waar op het hoogtepunt ongeveer 800 mensen werkten.
In 1966 trad Jack Wintermans, zoon van Marcel en derde generatie Wintermans, toe tot de directie van Agio waarna in 1979 zijn broer Ad volgde.
In 1972 richtte Agio een bedrijf op in Malta waar hoofdzakelijk de arbeidsintensieve tabaksvoorbereiding plaatsvindt. Agio was daar in 1976 het eerste bedrijf dat op grote schaal het bobine systeem (waarbij het omblad en het dekblad in
rollen (bobines) in de machine geplaatst worden) introduceerde. In 1985 opende Agio een nog grotere fabriek in Sri Lanka waar op het hoogtepunt 2000 werknemers de handmatige voorbereiding van om- en dekblad tabak verzorgden.
In 1983 nam Agio de merken Panter en Balmoral van Douwe Egberts (DE) over. In de DE-fabriek in Veenendaal worden jaarlijks 110 miljoen sigaren gemaakt, dit is minder dan Agio die 400 miljoen sigaren per jaar maakt. In Veenendaal werken 120 mensen.
In 1990 werd ook een fabriek in de Dominicaanse Republiek geopend waar naast de productie van bobines ook de productie van de handgemaakte longfillers en de Dominican Selection-serie van Balmoral plaatsvindt. In 1995 werkten er 2000 voornamelijk vrouwen op de twee vestigingen in Sri Lanka, 400 in de Domicaanse Republiek en 200 in Duizel.
In 2002 werd een nieuwe fabriek geopend in Westerlo nabij de reeds bestaande fabriek in Geel. In 2008 werd de fabriek in Westerlo uitgebreid waarna de productie van Geel naar Westerlo werd overgeheveld.
Ter gelegenheid van het 100-jarig bestaan in 2004 kreeg Agio Cigars het predicaat Koninklijk toegekend. Het kantoor van het huidige Royal Agio Cigars bevindt zich nog steeds op deze plaats en het bedrijf is nog steeds in handen van de familie Wintermans. Ad Wintermans is eigenaar. Zijn zonen Boris Wintermans en Jonas Wintermans kwamen in 2002 respectievelijk 2009 in het bedrijf. Momenteel is Agio de vierde sigarenproducent ter wereld.
Op 2 januari 2020 werd Agio overgenomen door het Deense Scandinavian Tobacco Group. De Denen betaalden 210 miljoen euro. In 2019 behaalde Agio een omzet van 133 miljoen euro en realiseerde een winst van 18 miljoen euro. Wereldwijd werkten er toen zo'n 3200 medewerkers voor Agio en zij kregen een afscheidscadeau van 10 miljoen euro van de verkopende familie.

### Vestigingen
Agio heeft fabrieken in:
- In Westerlo worden 800 miljoen sigaren per jaar gemaakt door 300 werknemers. Merken zijn: Agio, Mehari's, Panter, Huifkar en Balmoral. In september 2008 werd aldaar de grootste sigarenfabriek van Europa geopend van 30.000 m².
- In Sri Lanka werken 1400 mensen die het omblad en het dekblad maken.
- In San Pedro de Macoris in de Dominicaanse Republiek werken 200 medewerkers aan onder andere de handmatige vervaardiging van longfillers en de Dominican Selection-serie van Balmoral.

Het hoofdkantoor staat nog altijd in Duizel. Hier worden de sigaren verpakt en vindt de finale controle plaats alvorens de sigaren naar de klanten worden verstuurd.

## Henri Wintermans
In 1934 startte Harrie (die zich later 'Henri' liet noemen) Wintermans een eigen bedrijf in een gerenoveerde voormalige nevenvestiging van de firma A. Wintermans – waarvan hij dus mededirecteur was – te Eersel, een vestiging die nog steeds bestaat. Sedert 1948 richtte het bedrijf zich op de export, onder meer naar Australië, het Verenigd Koninkrijk en Frankrijk.
Henri Wintermans werd in 1966 overgenomen door British American Tobacco (BAT). In 1970 nam BAT via Henri Wintermans evenwel de Belgische Velasquez sigarenfabriek te Geel over. In 1984 werkten er in Eersel 325 personen en bij Velasquez 350. Vervolgens ging Henri Wintermans in 1996 over naar The Scandinavian Tobacco Group (STG), een Deens bedrijf.
'Henri Wintermans Cigars' produceert onder meer de merken Café Crême, Reas en Colts. In 2007 werd de Belgische sigarenfabrikant VanderElst ingelijfd, eveneens een voormalige dochter van BAT. Dit bedrijf produceert de merken Mercator, Corps Diplomatique, Don Pablo en Schimmelpenninck. Het laatstgenoemde merk is voor de Nederlandse markt. Met deze overname werd Wintermans marktleider in België en nummer twee op de wereldwijde sigarenmarkt, na het Frans/Spaanse Altadis. Deze laatste behoort sinds 2008 tot Imperial Brands. In 2006 produceerde Wintermans 1,3 miljard sigaren, waarvan 93% bestemd is voor exportmarkten. Er werkten ruim 2000 mensen bij het bedrijf en in 2006 was de omzet 178 miljoen euro en de winst 26,2 miljoen euro.
Na de overname van VanderElst uit Leuven veranderde de naam in Scandinavian Tobacco Group. In 2010 werden de vestigingen in Geel, Leuven en Wilsele gesloten om in Lummen een volledige nieuwe fabriek op te starten in de gebouwen van de vroeger meubelfabrikant Van Pelt (32.000m²). Deze locatie werd gekozen om zijn centrale ligging en de vlotte bereikbaarheid voor de werknemers. Het volledige machinepark van de drie vestigingen werd samengebracht in deze nieuwe moderne fabriek, de grootste sigarenfabriek van Europa met een capaciteit van 1 miljard sigaren per jaar. De verbouwingen hebben ongeveer 30 miljoen euro investeringen gevergd. Er werken nu ongeveer 400 personeelsleden. Door de fusie zijn er géén banen gesneuveld in een periode toch gekenmerkt door een wereldwijde economische crisis.